# Pablo Espinoza
Pablo Espinoza (Resistencia, Chaco, 21 de marzo de 1987) es un baloncestista argentino que actualmente juega en Olimpia Kings de la Liga Nacional de Básquetbol de Paraguay.

## Carrera
Surgido de las divisiones formativas de Hindú de Resistencia, en 2003, a sus 16 años, se instaló en la ciudad de Junín, reclutado por el Club Atlético Argentino de la Liga Nacional de Básquet. Sufrió el descenso de categoría en 2006, pero en 2010 el club retornó a la LNB, siendo nombrado Espinoza como el jugador más valioso de la temporada 2009-10 del Torneo Nacional de Ascenso.
En 2011 volvió a jugar el TNA, pero esta vez con la camiseta de Quilmes de Mar del Plata, club que lo fichó como refuerzo para jugar las series de playoffs y lograr el ascenso. Poco después se incorporó al plantel de Obras Sanitarias, con el que ganó la Liga Sudamericana de Clubes 2012.
En junio de 2014, luego de su paso por el equipo brasileño Macaé -donde en 32 partidos promedió 11.8 puntos-, se unió a Regatas Corrientes de la LNB.
En 2017, luego de haber terminado como subcampeón de la LNB con los correntinos, firmó contrato con Salta Basket. Al año siguiente desembarcó en Instituto, permaneciendo allí las siguientes tres temporadas.
Espinoza aceptó en 2021 una oferta para sumarse al recién ascendido Riachuelo de La Rioja, aportándole al equipo su experiencia en LNB. En el conjunto riojano, el ala pivote promedió 10.1 puntos, 7.2 rebotes y 1.8 asistencias por partido. 
Al concluir la temporada jugó en la Liga Uruguaya de Ascenso como ficha extranjera del Cordón junto a su compatriota Fabián Ramírez Barrios. Retornó luego a Regatas Corrientes, tras varios años de ausencia. Su equipo llegó hasta cuartos de final de los playoffs, pero fue eliminado por Quimsa. 
En noviembre de 2024, luego de un año de jugar como refuerzo extranjero en Paraguay y Chile, Espinoza retornó a su país para incorporarse al Independiente de Oliva de la LNB.

### Clubes
| Club                   | País      | Año             |
| ---------------------- | --------- | --------------- |
| Argentino de Junín     | Argentina | 2003 - 2011     |
| Quilmes                | Argentina | 2011            |
| Obras Sanitarias       | Argentina | 2011 - 2013     |
| Macaé Basquete         | Brasil    | 2013 - 2014     |
| Regatas Corrientes     | Argentina | 2014 - 2017     |
| Salta Basket           | Argentina | 2017 - 2018     |
| Instituto              | Argentina | 2018 - 2021     |
| Riachuelo              | Argentina | 2021 - 2022     |
| Cordón                 | Uruguay   | 2022            |
| Regatas Corrientes     | Argentina | 2022 - 2023     |
| Olimpia Kings          | Paraguay  | 2023            |
| Español de Osorno      | Chile     | 2023            |
| Olimpia Kings          | Paraguay  | 2024            |
| Independiente de Oliva | Argentina | 2024 - 2025     |
| Olimpia Kings          | Paraguay  | 2025 - Presente |

## Selección nacional
En 2010 integró el seleccionado denominado Argentina Proyección 2014-2018, creado para darle rodaje internacional a los jugadores que debían ser los sucesores de la Generación Dorada. Con ese equipo disputó una serie de partidos amistosos en China y Australia.
Posteriormente formó parte la escuadra argentina que jugó el torneo de baloncesto masculino de los Juegos Panamericanos de 2011, las copas Stankovic y Tuto Marchand en 2013, el Campeonato FIBA Américas de 2013 y el Campeonato Sudamericano de Baloncesto de 2014. 